# Gare de Saujon
La gare de Saujon est une gare ferroviaire française de la ligne de Saintes à Royan, située sur le territoire de la commune de Saujon dans le département de la Charente-Maritime, en région Nouvelle-Aquitaine.
Elle a été mise en service en 1875. C'est une gare de la Société nationale des chemins de fer français (SNCF), elle est desservie par des trains express régionaux de Nouvelle-Aquitaine (TER Nouvelle-Aquitaine).

## Situation ferroviaire
Gare de bifurcation, Saujon est située au point kilométrique (PK) 28,176 de la ligne de Saintes à Royan entre les gares de Saintes et Royan et au PK 36,584 de la ligne de Pons à Saujon non exploitée et partiellement déclassée. Elle était également l'origine de la ligne de Saujon à La Grève déclassée. Entre Saintes et Saujon se trouvaient les gares désormais fermées de Varzay (PK 12,235), de Pisany (PK 15,601) et de Saint-Romain-de-Benet (PK 19,685). Son altitude est de 6 m.

## Histoire
La gare de Saujon est mise en service par la Compagnie du chemin de fer de la Seudre lors de l'inauguration de sa ligne de Pons à Royan le 28 août 1875. L'importance du bâtiment de la gare tient compte de l'ouverture de l'embranchement entre Saujon et La Tremblade qui intervient moins d'un an plus tard, le 25 juin 1876. Il permet notamment l'acheminement des huîtres de Marennes-Oléron et du sel des marais salants.
L'administration des chemins de fer de l'État reprend les lignes de la Cie de la Seudre en 1880. Le 14 août 1910 un train de voyageurs pour Royan percute en gare de Saujon la locomotive d'un train de marchandise à l'arrêt sur un aiguillage. Cette catastrophe ferroviaire fait 38 morts et 80 blessés.
L'État engage la construction d'une liaison directe à double voie entre Saintes et Royan via Saujon, elle est mise en service le 1er juillet 1912.

## Fréquentation
De 2015 à 2023, selon les estimations de la SNCF, la fréquentation annuelle de la gare s'élève aux nombres indiqués dans le tableau ci-dessous.
| Année     | 2015   | 2016   | 2017   | 2018   | 2019   | 2020   | 2021   | 2022   | 2023   |
| --------- | ------ | ------ | ------ | ------ | ------ | ------ | ------ | ------ | ------ |
| Voyageurs | 63 819 | 59 261 | 55 241 | 43 071 | 52 649 | 29 426 | 41 592 | 58 017 | 60 164 |

## Service des voyageurs

### Accueil
Gare SNCF, elle dispose d'un bâtiment voyageurs avec guichets ouverts tous les jours. Un parking pour les véhicules est aménagé.

### Desserte
Saujon est desservie par des trains TER Nouvelle-Aquitaine des lignes de Royan à Niort et à Angoulême.

## Service des marchandises
Cette gare est ouverte au service du fret (train massif seulement).

## Train touristique
À proximité de la gare de Saujon, se trouve la gare de départ du Train des mouettes, chemin de fer touristique qui utilise l'ancienne ligne de Saujon à La Grève déclassée depuis le 18 juillet 2000.